# Profanació

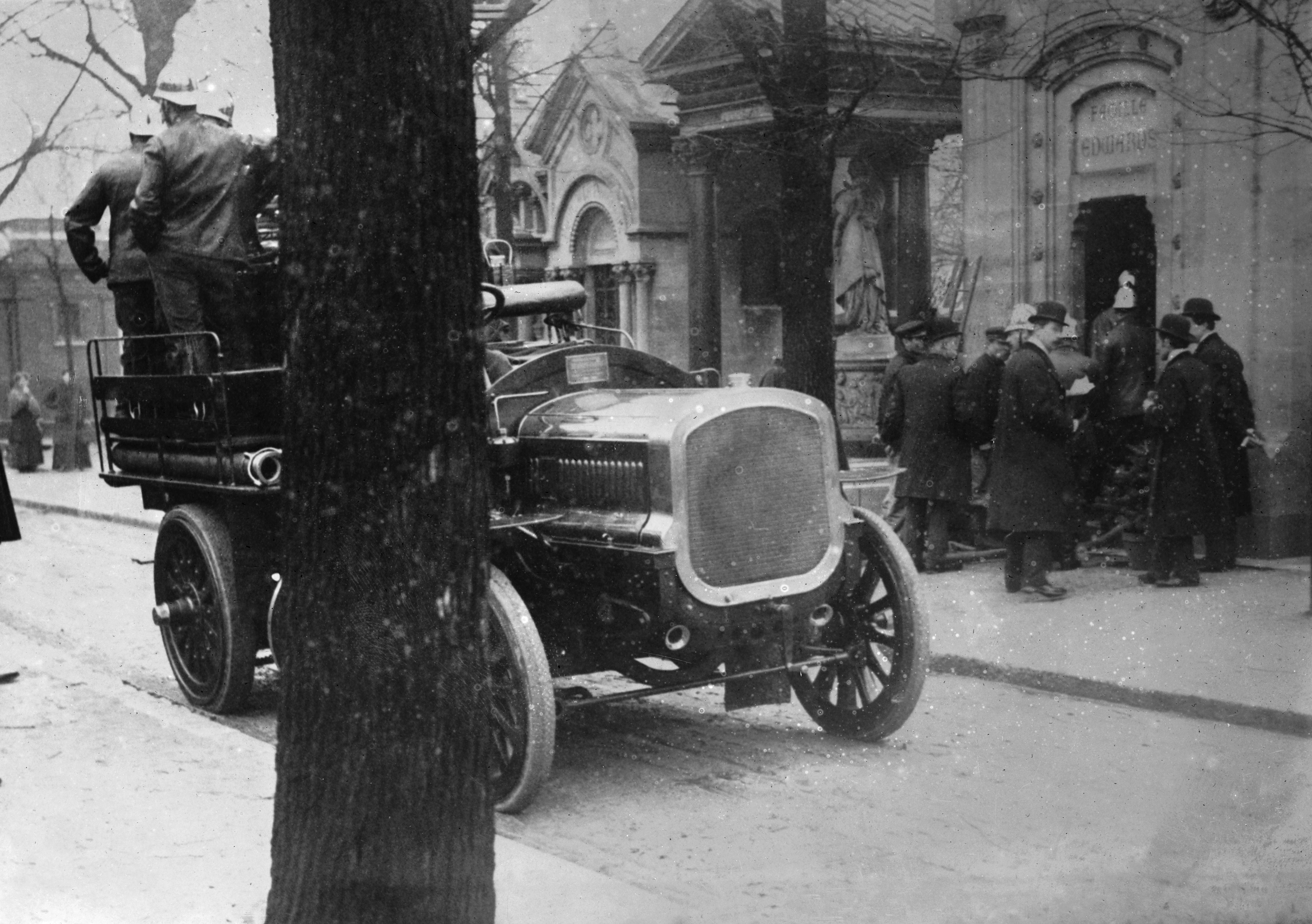
Una profanació de sepultura.

Una profanació és un ús irrespetuós o de maltracte a objectes, llocs, institucions o éssers, vius o morts, considerats sagrats o dignes de respecte. Es pot fer com a abús i mostra de poder, típicament com a càstigs en civilitzacions jerarquitzades i en guerres, per guanyar diners, com als robatoris, o altres motius.
A algunes religions, suposa un cas particular d'un sacrilegi: aquell en el que deliberadament es comet un crim contra quelcom sagrat, tenint en compte que les consideracions de sagrat i profà són culturals i varien molt en el temps i l'espai de cada societat. El seu significat en origen era tractar quelcom sagrat de manera profana, o barrejar el sagrat amb quelcom profà. A alguns països és un terme judíric específic per a un tipus de crim que pot variar lleugerament depenent de cada codi penal.